# Туцулешти (Валча)
Туцулешти (рум. Tuțulești) насеље је у Румунији у округу Валча у општини Раковица. Oпштина се налази на надморској висини од 315 m.

## Становништво
Према подацима из 2002. године у насељу је живело 108 становника, од којих су сви румунске националности.